# 1995

## Събития
- 1 януари – Швеция, Финландия и Австрия се присъединяват към Европейския съюз.
- 17 януари – Земетресение в Кобе, природното бедствие с най-тежки материални щети в историята.
- 3 март – Приключва мисията на ООН в Сомалия.
- 31 март – Самолетът при полет 371 на ТАРОМ се разбива малко след излитане от Букурещ и убива всички 60 души на борда.
- 7 май – Жак Ширак е избран за президент на Франция.
- 24 май – Аякс побеждава Милан и печели Шампионската лига.
- 11 юли – Армията на Република Сръбска завзема босненския град Сребреница. Падането на Сребреница стана непосредствен повод за военната операция срещу Република Сръбска.
- 9 август – Самолетът при полет 901 на „Авиатека“ се разбива във вулкана Сан Висенте в Салвадор и убива всички 65 души на борда.
- 11 август – Инцидентът с 14-те войника.
- 15 август – Индонезия празнува 50-годишната си независимост.
- 24 август – Майкрософт реализира Windows 95.
- 29 октомври – 12 ноември – местни избори в България
- 21 ноември – подписано Дейтънското споразумение за край на войната в Босна и Херцеговина
- 5 декември – Самолетът при полет A-56 на „Азербайджан Еърлайнс“ се разбива близо до летище „Нахичеван“, Нахичеван, Азербайджан и убива 52 души.
- 20 декември – Самолетът при полет 965 на „Американ Еърлайнс“ се разбива в планина на 50 км северно от Кали, Колумбия и убива 159 от 163 души на борда.

## Родени
- 6 януари – Уинифер Фернандес, волейболистка от Доминиканската република
- 11 януари – Николай Алгафари, български политик
- 7 февруари – Невена Пейкова, българска поп певица
- 25 февруари – Айбюке Пусат, турска актриса и модел
- 1 март – Мария Сотирова, българска актриса
- 3 март – Фики, български попфолк певец от турски произход
- 14 април – Радост Тодорова, Мис Вселена 2015, модел и влогър
- 17 април – Ангел Проданов, български музикант, аниматор, тиктокър и озвучаващ актьор
- 19 май – Силвана Чаушева, българска волейболистка
- 7 октомври – Стойо Тетевенски, български писател
- 13 октомври – Джимин, южнокорейски певец
- 25 октомври – Кончита Кембъл, канадска актриса
- 31 октомври – Сезги Сена Акай, турска актриса и модел
- 6 декември – Рейнмен (певец), турски певец
- 27 декември – Тимъти Шаламе, американски актьор
- 30 декември – Ви, южнокорейски певец

## Починали
- Хулио Алехандро, испански писател (* 1906 г.)
- Никола Йорданов, български футболист (* 1938 г.)
- Константин Петров Константинов, български инженер (* 1900 г.)
- Димитър Миланов, български футболист (* 1928 г.)

Януари
- 1 януари – Юджин Уигнър, унгарски физик и математик, носител на Нобелова награда (* 1902 г.)
- 2 януари – Сиад Баре, лидер на Сомалия (* 1919 г.)
- 6 януари – Тодор Диев, български футболист (* 1934 г.)
- 7 януари – Мъри Ротбард, американски икономист и политически философ (* 1926 г.)
- 15 януари – Пенчо Петров, български актьор (* 1914 г.)
- 16 януари – Георги Костов, български писател и преводач (* 1940 г.)
- 23 януари – Едуард Шилс, американски социолог (* 1911 г.)
- 25 януари – Ерих Хоф, австрийски футболист (* 1936 г.)
- 28 януари – Атанас Москов, български политик (* 1903 г.)
- 30 януари – Джералд Даръл, британски естественик и писател (* 1925 г.)

Февруари
- Васил Симов, български волейболист и треньор (* 1934 г.)
- 2 февруари – Фред Пери, английски тенисист (* 1909 г.)
- 4 февруари – Патриша Хайсмит, американска писателка (* 1921 г.)

Март
- 1 март – Владислав Листев, руски журналист (* 1956 г.)
- 8 март – Инго Швихтенберг, германски барабанист (* 1965 г.)
- 9 март – Едуард Бернайс, американски социолог (* 1891 г.)
- 11 март – Атанас Божков, български изкуствовед (* 1929 г.)
- 14 март – Уилям Алфред Фаулър, американски физик, носител на Нобелова награда (* 1911 г.)
- 16 март – Рашко Сугарев, български писател (* 1941 г.)
- 19 март – Димитър Панделиев, български писател (* 1927 г.)
- 24 март – Джоузеф Нийдам, британски историк (* 1900 г.)
- 26 март – Ийзи-И, американски рапър (* 1964 г.)
- 27 март – Алберт Драх, немски писател (* 1902 г.)

Април
- 2 април – Ханес Алфвен, шведски физик, носител на Нобелова награда (* 1908 г.)
- 8 април – Давид Овадия, български поет (* 1923 г.)
- 14 април – Бърл Айвс, американски актьор и кънтри певец (* 1909 г.)
- 20 април – Милован Джилас, югославски политик (* 1911 г.)
- 25 април
  - Джинджър Роджърс, американска актриса и танцьорка (* 1911 г.)
  - Васил Илиев, български борец и предприемач (* 1965 г.)

Май
- 5 май – Михаил Ботвиник, руски шахматист и световен шампион по шах (1948 – 57, 1958 – 60, 1961 – 63) (* 1911 г.)
- 8 май – Алексей Шелудко, български физикохимик (* 1920 г.)
- 8 май – Тереса Тен, тайванска певица (* 1953 г.)
- 14 май – Кристиан Анфинсен, американски химик (* 1916 г.)
- 20 май – Начо Начев, български учен (* 1925 г.)
- 22 май – Пенчо Кубадински, български политик (* 1918 г.)
- 24 май – Харолд Уилсън, британски политик (* 1916 г.)
- 26 май – Фриц Фреленг, американски аниматор (* 1906 г.)

Юни
- 5 юни – Веселин Искърски, български журналист (* 1933 г.)
- 7 юни – Софроний Доростолски и Червенски, български духовник (* 1897 г.)
- 14 юни
  - Роджър Зелазни, американски писател (* 1937 г.)
  - Рори Галахър, ирландски китарист и певец (* 1949 г.)
- 15 юни – Джон Атанасов, американски физик, математик и електроинженер от български произход (* 1903 г.)
- 19 юни – Димитър Методиев, български поет и преводач (* 1922 г.)
- 20 юни – Емил Чоран, румънски философ и есеист (* 1911 г.)
- 21 юни – Лальо Аврамов, български цигулар (* 1934 г.)
- 23 юни – Джонас Солк, американски имунолог (* 1914 г.)
- 25 юни – Ърнест Уолтън, ирландски физик, носител на Нобелова награда (* 1903 г.)
- 29 юни – Лана Търнър, американска актриса (* 1921 г.)
- 30 юни – Георгий Береговой, съветски космонавт (* 1921 г.)

Юли
- 3 юли
  - Андрей Гуляшки, български писател (* 1914 г.)
  - Панчо Гонзалес, американски тенисист (* 1928 г.)
- 6 юли – Азиз Несин, турски писател-сатирик (* 1915 г.)
- 17 юли – Хуан Мануел Фанджо, пилот от Формула 1, петкратен световен шампион (* 1911 г.)
- 27 юли – Халед Багдаш, сирийски политик (* 1912 г.)
- 29 юли – Георги Павлов, български художник (* 1913 г.)

Август
- 9 август – Дамян Данчев, български учен и университетски преподавател (* 1921 г.)
- 21 август – Субраманиан Чандрасекар, индийски физик, лауреат на Нобелова награда за физика през 1983 г. (* 1910 г.)
- 23 август – Силвестер Щадлер, германски генерал (* 1910 г.)
- 28 август – Михаел Енде, немски детски писател (* 1929 г.)
- 30 август – Лев Полугаевски, руски шахматист (* 1934 г.)

Септември
- 5 септември – Георги Берков, български футболист и треньор по футбол (* 1926 г.)
- 9 септември – Цветан Бончев, български физик (* 1929 г.)
- 12 септември – Джеръми Брет, английски актьор (* 1933 г.)
- 15 септември
  - Гунар Нордал, шведски футболист (* 1921 г.)
  - Дитрих Храбак, германски пилот (* 1914 г.)
- 16 септември – Румяна Узунова, българска писателка, журналистка, литературен критик (* 1936 г.)

Октомври
- 3 октомври – Чарлс Вич, американски астронавт (* 1944 г.)
- 8 октомври – Славчо Атанасов Милошев, български книгоиздател и преводач (* 1906 г.)
- 9 октомври – Алек Дъглас-Хюм, британски политик (* 1903 г.)
- 19 октомври – Дон Чери, американски тромпетист (* 1936 г.)
- 25 октомври – Боби Ригс, американски тенисист (* 1918 г.)

Ноември
- 1 ноември – Васил Ильоски, македонски писател (* 1900 г.)
- 4 ноември
  - Жил Дельоз, френски философ (* 1925 г.)
  - Ицхак Рабин, израелски политик, лауреат на Нобелова награда за мир през 1994 г. (* 1922 г.)
- 5 ноември – Ърнест Гелнър, английски философ и социален антрополог (* 1925 г.)
- 8 ноември
  - Димитър Станишев, български учен (* 1906 г.)
  - Максим Асенов, български поет (* 1928 г.)
- 20 ноември – Сергей Гринков, съветски и руски състезател по фигурно пързаляне (* 1967 г.)
- 22 ноември – Маргарет Сейнт Клеър, американска писателка (* 1911 г.)
- 23 ноември
  - Луи Мал, френски режисьор (* 1932 г.)
  - Димитър Буйнозов, български актьор (* 1935 г.)
- 30 ноември – Георги Джагаров, български поет и драматург (* 1925 г.)

Декември
- 3 декември – Александър Кайдановски, руски актьор (* 1946 г.)
- 12 декември
  - Джовани Джакомаци, италиански футболист (* 1928 г.)
  - Людмил Кирков, български режисьор и актьор (* 1933 г.)
- 18 декември
  - Конрад Цузе, германски компютърен пионер (* 1910 г.)
  - Рос Томас, американски писател (* 1926)
- 22 декември – Джеймс Мийд, британски икономист, носител на Нобелова награда (* 1907 г.)
- 25 декември
  - Еманюел Левинас, френски философ (* 1905 г.)
  - Дийн Мартин, американски певец, танцьор, актьор и комик (* 1917 г.)
- 30 декември – Хайнер Мюлер, немски писател (* 1929 г.)

## Нобелови награди
- Физика – Мартин Пърл, Фредерик Рейнс
- Химия – Пол Крутцен, Марио Молина, Шерууд Роуланд
- Физиология или медицина – Едуард Люис, Кристиане Нюслейн-Фолхард, Ерик Вишаус
- Литература – Шеймъс Хийни
- Мир – Юзеф Ротблат, Пъгуошки конференции за наука и световни проблеми
- Икономика – Робърт Лукас

Вижте също:
- календара за тази година